# Kenan Evren
Ahmet Kenan Evren (Alaşehir, 1917. július 17. – Ankara, 2015. május 9.) török katonatiszt, tábornok, politikus, Törökország hetedik köztársasági elnöke.

## Életrajzi adatok
Kenan Evren Alaşehirben született, Manisa tartományban. Az elemi és középiskoláit Manisában, Balıkesirben és Isztambulban végezte. Ezt követően az ankarai Maltepe Katonai Főiskolán végzett, ahol 1938-ban és 1949-ben is diplomát szerzett, mint tüzérségi-, később törzstisztként, ami elindította a karrierjét a hadseregben. 1958–1959 között Koreában szolgált, mint a kilencedik koreai török brigád törzstisztje. 1964-ben nevezték ki tábornokká, s 1978. március 7-én nevezték ki a vezérkar főnökévé.

## A katonai puccs
1980. szeptember 12-én Kenan Evren tábornok, a török hadsereg vezérkari főnöke az 1960-as és 1971-es katonai beavatkozásokat követően, végrehajtotta a modern Török Köztársaság történetében a harmadik katonai hatalomátvételt.

### Előzmények
A példátlan politikai erőszak az 1970-es évek végén ért a csúcsára Törökországban. Átlagosan, majdnem napi tíz gyilkosság történt, mely összes áldozatának számát 5000 főre becsülik. A politikai szervezetek tagjai – mind bal-, mind jobboldalon – elkeseredett harcokat folytattak egymás ellen. Az ultranacionalista Szürke Farkasok a Nemzeti Haladás Pártjának (törökül: MHP) fiatal szervezete követelte, hogy támogathassa a biztonsági erőket. Az angol Searchlight újság szerint 1978-ban és 1979-ben 3319 fasiszta jellegű támadás történt, ebből 831 volt halálos kimenetelű, s 3121 végződött súlyos sérüléssel. Egy központi perben az ankarai Katonai Bíróság 5388 politikai gyilkossággal vádolta a baloldali kötődésű Devrimci Yol (jelentése: Forradalmi Út) politikai szervezetet, melyeket még a katonai puccs előtt követtek el. Az áldozatok között 1296 jobboldali és 2109 baloldali volt, a többit nem sikerült egyértelműen kideríteni. Az 1977-es isztambuli Taksim téri (35 halott) és az 1978-as kahramanmaraşi (több mint 100 halott) mészárlást követően a katonai bíráskodás a 67 tartományból 14-ben volt érvényben (1978. decemberi állapot szerint). A puccs idején ezt kiterjesztettek 20 tartományra.
A NATO tagjaként, valamint a földrajzi elhelyezkedése okán (Európa, Közép-Ázsia és a Közel-Kelet határán), rendkívül fontos szövetségese – elsősorban katonai vonatkozásban – az Amerikai Egyesült Államoknak. Az 1979-es iráni forradalmat követően Törökország e szerepe még jobban felértékelődött. Törökország elsődlegesen a NATO-tól kapta a katonai segélyeket, valamint az OECD-től, és különösen az USA-tól a gazdasági átalakításhoz szükséges kölcsönöket. 1979 és 1982 között az OECD országai 4 milliárd dollár gazdasági segélyben részesítették Törökországot.

### A puccs
A politikai vezetők, Süleyman Demirel és Bülent Ecevit cselekvőképtelenségét látva – miután az erőszak megfékezésére tett kísérleteik sikertelenek voltak –, a Nemzetbiztonsági Tanács vezetőjeként (melynek tagja volt még a Hadsereg, a Tengerészet, a Légierő és a Csendőrség parancsnoka is) eltörölte az alkotmányos kormányzást, felfüggesztette a Parlament és a politikai pártok, szervezetek és a szakszervezetek működését. Többek között hivatkozott az isztambuli és kahramanmaraşi mészárlásokra is.
A puccsot követően, 1982. november 12-én megválasztották Törökország hetedik köztársasági elnökévé. Ekkor cserélték le a régi Alkotmányt is újra, melyet a lakosság 90%-os támogatással hagyott jóvá népszavazáson.

## Egyéb adatok
A nyugdíjazása után Evren elköltözött Marmaris török mediterrán üdülőváros melletti Armutalanba, és festegetett.
2006. augusztus 2-án egy rendőrségi jelentés nyomán felmerült a gyanú, hogy megkísérlik megölni, s ennek kapcsán két embert le is tartóztattak Muğlában. Egy korábbi, 1996-os merényletkísérlet leleplezését követően a rendőrség lehallgatta a bérgyilkos csapat két tagjának beszélgetését, és így tudták őket elfogni.
Bülent Ecevit halála után a szeptember 12-i puccs kapcsán bűntudatot érzett a politikai vezetők letartóztatása miatt.

2012-ben Evren ellen pert indítottak az 1980-as államcsínyben való részvétele miatt. 2014 júniusában a bíróság életfogytiglani börtönbüntetésre ítélte a volt elnököt.
2015-ben Evren 97 éves korában meghalt egy ankarai katonai kórházban.